# Die elf Schill’schen Offiziere (1932)
Die elf Schill’schen Offiziere ist ein deutscher Spielfilm von Rudolf Meinert aus dem Jahre 1932 mit Carl de Vogt als Freiheitskämpfer Ferdinand von Schill.

## Handlung
Nach dem erzwungenen Frieden von Tilsit Preußens mit Napoleons Frankreich 1807 ist die politische wie militärische Lage Preußens verzweifelt. Während der König laviert und sich weitgehend neutral zu halten versucht, rumort es im Lande unter den Patrioten, die nicht gewillt sind, sich der napoleonischen Knute zu unterwerfen. Überall im Lande stehen französische Truppen, die das Volk drangsalieren. Mit der Zeit bilden sich kleinere Gruppen aufrechter Soldaten und Heimatliebender, die dem Franzosenspuk ein Ende machen und sich gegen die Okkupanten erheben wollen. Zu ihren zählt auch Major Ferdinand von Schill mit seinem Freikorps, den Schill‘schen Jägern. Unter ihnen befindet sich Hans Küffler, ein preußischer Offizier, der aber Spionagedienste für die Franzosen leistet. Die Pläne Schills bezüglich des Aufbaus eines Widerstandes gegen Napoleons Soldateska werden sofort an die Franzosen weitergeleitet. In Stralsund kommt es zu Straßenkämpfen mit dem Feind, dabei wird Major Schill erschossen. Elf seiner Offiziere geraten in Gefangenschaft und sollen infolge des Urteils eines französischen Schnellgerichts gleichfalls füsiliert werden.
Karl Keffenbrink ist ein weiterer Schill-Offizier, der jedoch bei den Kämpfen vom Pferd fiel und das Bewusstsein verlor. Der französische Gegner hat den regungslos am Boden liegenden Mann für tot gehalten und daher nicht weiter beachtet. Als Keffenbrink wieder zu Sinnen kommt, kann er zu dem Gutshof der Trachenbergs fliehen. Maria von Trachenberg ist seine Cousine und zugleich heimlich mit ihm verheiratet. Es kommt zu einem liebevollen Wiedersehen, doch bald bringt Keffenbrinks Anwesenheit alle in Gefahr, da eine französische Patrouille auftaucht. Man hat sein Verschwinden bemerkt und ist nun auf der Suche nach dem Schill‘schen Offizier. Er kann auf dem Rücken eines Pferdes fliehen und über die Grenze entkommen. Keffenbrink wird jedoch verhaftet, kommt aber dank Marias Intervention erneut frei. Währenddessen werden in Wesel die elf Schill‘schen Offiziere vom Feind hingerichtet. Der Verräter Küffer wird dazu verdonnert, dem sinnlosen Tod beizuwohnen. Von seiner fürchterlichen Tat schwer gepeinigt, entschließt er sich wenig später, sich das Leben zu nehmen.

## Produktionsnotizen
Die elf Schill’schen Offiziere, eine Leipziger Produktion und ein Remake von Meinerts eigenem Stummfilm aus dem Jahre 1926, entstand zwischen dem 17. Juni und dem 6. Juli 1932 in den Jofa-Ateliers von Berlin-Johannisthal sowie in Stralsund (Außenaufnahmen). Der Film besaß sechs Akte und war 2769 Meter lang. Die Zensur gab ihn am 15. August 1932 für die Jugend frei. Die Uraufführung erfolgte am 22. August 1932 im Berliner Marmorhaus.
Ben Fett war Produktionsleiter, Conrad Flockner Aufnahmeleiter und Regieassistent. Die Filmbauten stammen aus den Händen von Heinrich C. Richter. Komponist Karl M. May hatte auch die musikalische Leitung. Es wurden die Musiktitel „Immer wenn‘s am schönsten ist“ und „Wir bleiben Kameraden“ gespielt. Emil Specht sorgte für den Ton. Als militärischer Berater diente Graf Detlef von Moltke.
In kleinen bis Kleinstrollen sind, oftmals nur sekundenkurz, wie Carl de Vogt eine Fülle weiterer Stummfilmveteranen zu sehen, die zum Teil schon vor dem Ersten Weltkrieg filmten und einst gefeierte Stars waren, darunter Ernst Rückert, Fred Immler, Viggo Larsen, Ludwig Trautmann, Hugo Flink, Fred Goebel und Aruth Wartan.

## Historischer Hintergrund
Major Ferdinand von Schill war ein preußischer Offizier und Freikorpsführer, der mit einer eigenen Truppe, den Schill‘schen Jägern, gegen die militärische, napoleonische Übermacht bei deren Vordringen in Richtung Osten (Pommern 1806/07) und 1809 tapfer Widerstand leistete. Schill fiel beim Kampf um Stralsund am letzten Maitag 1809, nur 33 Jahre alt.

## Weitere Verfilmungen zu diesen Ereignissen
- „Der Heldentod der elf Schill′schen Offiziere zu Wesel“ (1909)
- „Die Erschießung der elf Schill′schen Offiziere“ (1912)
- „Das Blutgeld“ (1913)
- „Die elf Schillschen Offiziere“ (1926)

## Kritiken
„Rudolf Meinerts Neigung gehört seit langem einem starken, großen Stoff, der in der nationalen Heldengeschichte seinen Platz hat und die Herzen der Deutschen bewegt: das Schicksal der elf Schillschen Offiziere. Vor Jahren (1926) hat Meinert den gleichen Stoff in einen stummen Film umgegossen. Heute stehen wir nun im Zeichen des Tonfilms. Trotz der neuen Möglichkeiten ist dem Regisseur schließlich aus dem großen Stoff doch nur ein Film der alten handwerklichen Schule gelungen, nur ein Bilderbogen aus historischer Reportage, theaterhaft und verniedlicht.“

Paimann’s Filmlisten resümierte: „Tonangebend ist nur der starke Stoff. (…) Seinen Gestalten fehlt es ebenso an Lebenswärme, wie dem Milieu an Atmosphäre. Die Regie ist, obwohl schlicht und gradlinig, auf Äußerlichkeiten eingestellt, betont die heiteren Intermezzo. Eindrucksvolles Ensemblespiel. (…) Wirkungsfördernde Bauten, bildhafte Außenaufnahmen. Illustrationsmusik und Lieder (May) sind geschickt eingesetzt, Photographie und Ton sauber. Als Geschichtsfilm über dem Durchschnitt, vorwiegend für patriotische Themen liebende Kreise geeignet.“